# بين الدور (حبيش)

تعديل مصدري - تعديل

بين الدور هي إحدى قرى عزلة قحزة بمديرية حبيش التابعة لمحافظة إب، بلغ تعداد سكانها 172 نسمة حسب تعداد اليمن لعام 2004.